# Victoria Beckham
Victoria Caroline Beckham (nascida Adams; Harlow, 17 de abril de 1974) é uma  estilista, empresária e ex-cantora britânica. No final da década de 1990, Beckham ganhou fama com o grupo pop Spice Girls, e foi apelidada de Posh Spice pela edição de julho de 1996 da revista de música britânica Top of the Pops. Depois que o grupo acabou, ela assinou com a Virgin Records e a Telstar Records e teve quatro singles no Top 10 do Reino Unido. Seu primeiro lançamento, "Out of Your Mind", alcançou o número 2 no UK Singles Chart.
Beckham participou de cinco documentários oficiais e reality shows sobre ela, incluindo Victoria's Secrets, Being Victoria Beckham, The Real Beckhams, Victoria Beckham - A Mile In Their Shoes e Victoria Beckham: Coming to America. Desde então, fez uma aparição em um episódio de Ugly Betty e foi jurada convidada em Project Runway, Germany's Next Topmodel, e American Idol.
Na última década, Beckham tornou-se um ícone e designer de moda reconhecida internacionalmente. Após colaborações de alto nível com outras marcas, ela lançou um selo homônimo em 2008 e um selo de preço mais baixo em 2011. O selo Victoria Beckham foi nomeado a marca de designer do ano no Reino Unido em 2011; em 2012, a marca foi avaliada como a estrela nos interesses comerciais da família Beckham. Belinda White do Daily Telegraph em 2011, observou que a transição da "maria-chuteira" a designer de moda teve mais sucesso do que a maioria previu, dizendo: "Ela tornou-se uma celebridade significativa conquistando a moda que agora clama por um ingresso para seu show bianual no New York Fashion Week". Ela é casada com o jogador David Beckham e com ele têm quatro filhos. Em setembro de 2015, a riqueza conjunta do casal foi estimada em £ 508 milhões.

## Biografia
Beckham nasceu no Hospital Princesa Alexandra, em Harlow, Essex, Reino Unido, e foi criada em Goffs Oak, Hertfordshire. Ela é a mais velha dos três filhos de Jacqueline Doreen, ex-funcionária de seguros e cabeleireira, e Anthony William Adams, que trabalhou como engenheiro eletrônico. Eles fundaram um negócio de atacado de eletrônicos que permitiu uma educação confortável para Victoria, sua irmã, Louise, e seu irmão, Christian Adams. O tataravô de Beckham foi o artista alemão e revolucionário Carl Heinrich Pfänder.
Depois de assistir ao filme musical Fame em 1980, ela decidiu seguir uma carreira musical. Jacqueline e Anthony Adams a matricularam na Jason Theatre School. Em 1991, Beckham ingressou no Laine Theatre Arts em Epsom, Surrey e estudou Dança e Moda. Beckham frequentou a St. Mary's High School em Cheshunt, onde ficou embaraçada com a riqueza de sua família e frequentemente implorava ao pai que não a deixasse fora da escola em seu carro Rolls Royce. Eventualmente, ela se tornou membro de uma banda chamada Persuasion.

## Carreira musical

### 1994–2000: Carreira com as Spice Girls
Beckham fez um teste para uma propaganda em março de 1994 no The Stage, que exigia que as garotas fossem "espertas, extrovertidas, ambiciosas e capazes de cantar e dançar". Em 1994, Beckham se juntou ao grupo feminino, as Spice Girls. Nas gravações antes de seu casamento, ela é creditada com seu nome de solteira como Victoria Adams. O primeiro single do grupo foi intitulado "Wannabe" (1996), e ela trabalhou ao lado de Geri Halliwell, Emma Bunton, Melanie Brown e Melanie Chisholm. Foi para o número um no Reino Unido e nos Estados Unidos e outros 35 países. Ele foi seguido por oito singles número um de seu álbum de estreia Spice, Spiceworld e Forever. Cada membro do grupo recebeu um apelido da mídia e Beckham foi nomeado "Posh Spice". O grupo é o conjunto feminino mais vendido de todos os tempos , vendendo mais de 80 milhões de discos em todo o mundo. Após o lançamento de seu terceiro álbum, Forever, que alcançou o segundo lugar no Reino Unido, mas teve muito menos sucesso do que seus dois álbuns anteriores, as Spice Girls pararam de gravar, concentrando-se em suas carreiras solo em relação à sua futuro previsível.

### 2000–02:Victoria Beckham
Em 14 de agosto de 2000, Beckham lançou seu primeiro single solo, "Out of Your Mind" em colaboração com Dane Bowers e Truesteppers. A semana de lançamento coincidiu com o lançamento de "Groovejet (If This Ain't Love)" de Spiller com Sophie Ellis-Bextor, resultando em uma batalha de gráficos apelidado de "Posh vs. Posher" pelos tabloides. Antes do lançamento do single, em 8 de julho de 2000, Beckham fez sua estreia a solo no Hyde Park, em Londres, em um show para arrecadar dinheiro para a instituição de caridade Prince's Trust. Ela cantou "Out of Your Mind" para uma audiência de 100.000 pessoas. Beckham então assinou um contrato de gravação com a gravadora Virgin Records. Seu próximo single como artista solo, "Not Such An Innocent Girl", foi lançado em 17 de setembro de 2001. Novamente, ela enfrentou a concorrência em outra grande batalha, desta vez com o single "Can't Get You Out of My Head" de Kylie Minogue. Apesar de uma enorme campanha promocional, Beckham foi vencida de oito a um, e seu single estreou no número 6. Em 1 de outubro de 2001, chega às lojas seu primeiro disco, o homônimo Victoria Beckham. O álbum custou 5 milhões de libras para ser produzido e vendeu modestas 50.000 cópias.
O segundo e último single a ser lançado do álbum foi "A Mind of Its Own" em 11 de fevereiro de 2002. O single alcançou o número 6 no Reino Unido e vendeu 56.500 cópias. Rumores logo se espalharam que Beckham deveria ser dispensada de sua gravadora por não estar no Top Três. Estes foram fortemente refutados na época. Beckham comentou: "Você sabe como são os jornais, eles gostam apenas de colocar todas as coisas negativas dentro, mas tanto quanto eu não estou preocupada a gravadora também não está, tudo está ótimo". Um terceiro single, "I Wish", foi promovido, mas nunca se concretizou. A versão single foi um remix com Robbie Craig, e foi performada na TV no programa Friday Night's All Wright. Após o anúncio da segunda gravidez de Beckham, o single foi cancelado. Beckham teria sido demitida pela Virgin Records junto com outras ex-Spice Girls, Emma Bunton e Melanie B; mas uma declaração de seu assessor negou os boatos, afirmando: "Ninguém foi demitida. O acordo com a Virgin chegou a um fim naturalmente e ambas as partes decidiram não continuar."

### 2002–04: álbuns inéditos e fim da carreira solo
Em 2002, Beckham assinou um contrato com a Telstar Records e 19 Management no valor de £ 1,5 milhão. Em 2003, ela começou a gravar um álbum influenciado por electropop, Open Your Eyes e escolheu "Let Your Head Go" como primeiro single. Quando o álbum foi finalizado, Beckham ficou desapontada com o resultado final e decidiu voltar ao estúdio para gravar um novo material. Ela queria um som mais urbano e trabalhou com o produtor Damon Dash para trabalhar no álbum Come Together, que deveria ter uma sonoridade mais próxima do R&B e hip hop. Quando Dash foi perguntado por que ele gravou com Beckham, ele afirmou: "Porque eu vejo o quanto ela é fotografada aqui". Uma faixa produzida pelo Dash, "It's That Simple", com M.O.P., estreou nas rádios em julho de 2003 como single promocional, gerando críticas mistas. O primeiro single de Beckham com Telstar, o lado duplo "Let Your Head Go"/"This Groove", foi lançado no Reino Unido em 29 de dezembro de 2003, após grandes promoções e muitas aparições na TV durante o período de Natal com o vídeo sendo dirigido por Andy Hylton. O single ficou no terceiro lugar no Reino Unido.
O Lado-A duplo foi um termômetro para Beckham - se "Let Your Head Go" tivesse sucesso, ela lançaria o álbum no estilo electropop Open Your Eyes, mas se "This Groove" fosse melhor avaliado, ela lançaria o álbum R&B Come Together. Fora do Reino Unido, Damon Dash tinha planos para ela nos EUA, incluindo um potencial lançamento de "This Groove", e acreditava que Beckham seria bem sucedida porque o R&B estava no auge e seu estilo musical era similar ao de Jennifer Lopez. Com os problemas financeiros da gravadora, combinado com um boato de um mal estar na relação de Dash e Fuller e a mídia britânica massacrando a carreira solo de Beckham, o lançamento de qualquer álbum foi adiado. O plano final de Beckham em uma carreira solo foi o anúncio de um novo single, "My Love Is for Real", previsto para ser lançado em 2004. Mas em abril de 2004, a Telstar anunciou a falência e Beckham desistiu da música para se concentrar em sua carreira de moda. Em 2007, uma nova música, inspirada no hip-hop "Full Stop", com o rapper Nas,vazou nas rádios americanas e a mídia informou que Beckman iria lançá-lo como single, mas nada aconteceu.

### 2007–12: Retorno das Spice Girls

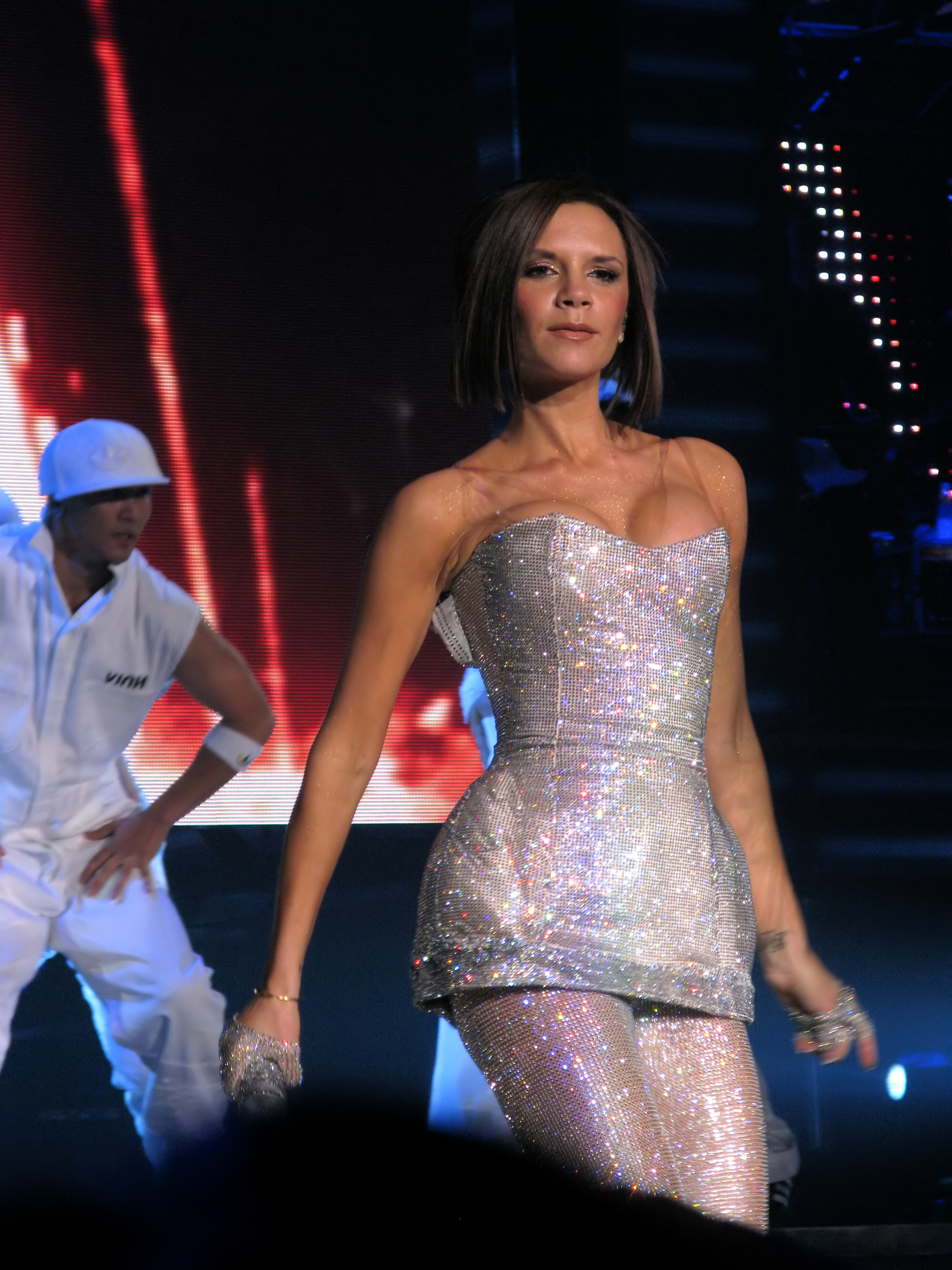
Beckham se apresentando com as Spice Girls em Las Vegas em dezembro de 2007

Em 2007, as Spice Girls reformaram e anunciaram planos para embarcar em uma turnê de reencontro, a partir da qual teriam faturado 10 milhões de libras cada (aproximadamente 20 milhões de dólares). Beckham havia afirmado anteriormente que ela e suas ex-colegas de banda estavam desfrutando de suas carreiras solo em vários campos, dizendo: "Estamos todas ainda fazendo o que queremos". Seu álbum Greatest Hits foi lançado no início de novembro de 2007 e a turnê começou em 2 de dezembro de 2007. Em seu advento, Beckham disse: "Eu queria que meus filhos vissem que a mamãe era uma estrela pop. Foi a última oportunidade para eles ficar em uma multidão cheia de pessoas gritando para as Spice Girls". Quando Beckham pintou seu cabelo de cor castanha para a turnê, ela afirmou que seus filhos imediatamente reagiram dizendo "Oh meu Deus, é a Posh Spice. Ela está de volta." Ela era o única integrante do grupo a não cantar uma música solo na turnê, ao invés disso desfilou com ose estivesse em um desfile de moda em uma passarela improvisada, enquanto cada uma das outras integrantes cantou uma música de suas carreiras solo.
O cineasta Bob Smeaton dirigiu um filme oficial da turnê intitulado Spice Girls: Giving You Everything, que foi exibido pela Fox na Austrália. Mais tarde, foi ao ar no Reino Unido em 31 de dezembro de 2007 na BBC One. As Spice Girls foram contratadas para aparecer nos anúncios da Tesco, pelo qual receberam £ 1 milhão cada.
Em outubro de 2009, relatos sugeriram que as Spice Girls iriam estrelar um reality show no qual elas escalariam atrizes para interpretar seus papéis em um musical. No ano seguinte, Judy Craymer uniu-se com as Spice Girls e Simon Fuller para começar a desenvolver um musical das Spice Girls intitulado Viva Forever. Em 26 de junho de 2012, todas as cinco Spice Girls estiveram presentes em uma coletiva de imprensa em Londres para promover o lançamento do Viva Forever: The Musical. O musical deve abrir no Piccadilly Theatre do West End em 11 de dezembro de 2012. Em 12 de agosto de 2012, depois de muita especulação, Beckham e as Spice Girls realizaram um medley de "Wannabe" e "Spice Up Your Life" na Cerimônia de encerramento dos Jogos Olímpicos de Verão de 2012, reunindo apenas para o evento. A performance foi o momento mais tweeted da cerimônia de encerramento dos Jogos Olímpicos com mais de 116.000 tweets no Twitter por minuto.
A banda se reuniu novamente para uma turnê em 2019, no entanto, Beckham optou por não participar, em vez disso optou por concentrar-se em sua marca de moda.

## Televisão

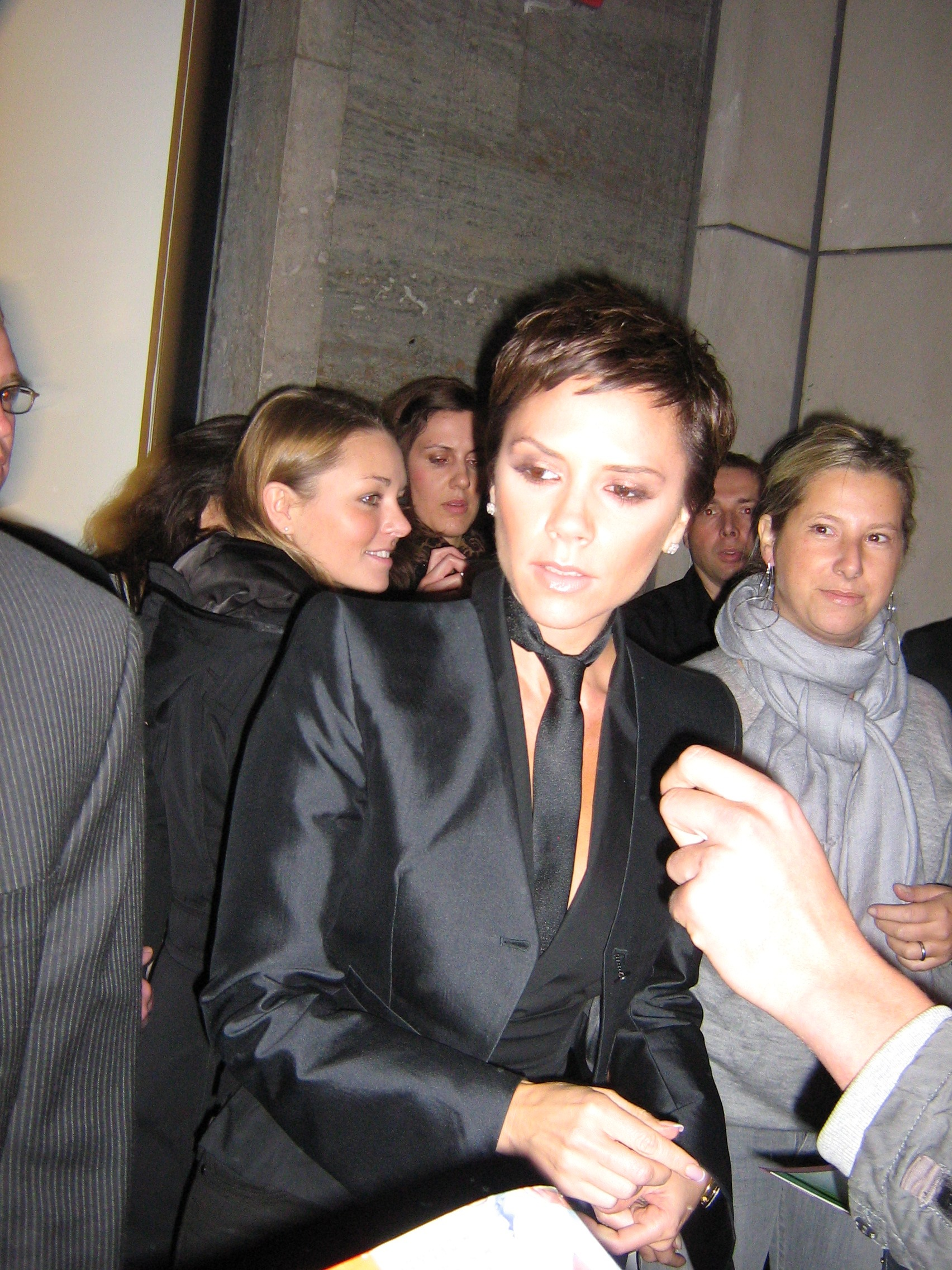
Beckham em Düsseldorf promove seu novo jeans em outubro de 2008

Beckham filmou cinco documentários oficiais. A primeira, datada de 11 de janeiro de 2000, chamava-se Victoria's Secrets, um programa exibido apenas no Channel 4 do Reino Unido. Mostrou Beckham sendo seguida por câmeras enquanto também discutia e entrevistava outras celebridades britânicas, como Elton John. A segunda, Being Victoria Beckham, foi transmitida em março de 2002 e mostrou Beckham discutindo sua carreira como artista solo com o lançamento de seu primeiro álbum, e também a mostrou em várias sessões de fotos e sessões de gravação. O documentário atraiu um público forte de 8,83 milhões, chegando a liderança em sua exibição. Um crítico descreveu-a como "tão claramente equilibrada, feliz com ela não muito desprezível e aparentemente imperturbável pela natureza loucamente intrusiva de sua fama monumentalmente ridícula". O terceiro, The Real Beckhams, foi ao ar em 24 de dezembro de 2003 no ITV1 e se concentrou na mudança de Beckham para Madrid saindo de Londres depois de David Beckham foi contratado para o Real Madrid. Ele também contou com Victoria Beckham relançando sua carreira solo e mostrou-a zombando das histórias dos tabloides que ela lê no jornal todos os dias. O especial recebeu uma audiência de 6,10 milhões de espectadores e mais tarde foi lançado em DVD em 2 de fevereiro de 2004.
O quarto foi intitulado Full Length & Fabulous: The Beckhams e mostrou Victoria e David Beckham organizando e se preparando para sediar uma Copa do Mundo de 2006 em uma tenda nos jardins de sua mansão em Hertfordshire, que tinha como objetivo levantar dinheiro para caridade. Dois ingressos para assistir o jogo foram leiloados on-line para caridade, e vendidos por £ 103.000. O documentário foi ao ar em 28 de maio de 2006 e mostrou o evento em si, onde o menu foi projetado especialmente pelo amigo e chef Gordon Ramsay e o leilão de caridade foi apresentado por Graham Norton. Ramsay serviu para 600 convidados, com a ajuda de 40 chefs e 100 funcionários em espera. O documentário do ITV atraiu uma média de 7,56 milhões de espectadores.
Para documentar os preparativos de Victoria Beckham para a mudança de sua família para os EUA, ela assinou um contrato com a NBC para seis episódios de uma série de TV improvisada de meia hora. Apesar dos planos originais para seis episódios, o programa foi cortado para um especial de uma hora apenas porque "não era suficiente (material) para uma série". O programa, chamado Victoria Beckham: Coming to America, foi ao ar em 16 de julho de 2007 nos EUA e no Canadá. Ele foi fortemente examinado pela mídia e pelos críticos americanos, com o The New York Post descrevendo-o como "uma orgia de auto-indulgência" e também descrevendo Beckham como "insípida e condescendente". O programa foi o terceiro programa mais assistido em seu horário e recebeu números de visualização de 4,9 milhões nos EUA, superado pela repetição de Wife Swap e duas comédias. O programa foi ao ar na Grã-Bretanha em 17 de julho de 2007 na ITV com 3,84 milhões de telespectadores sintonizados, O programa foi produzido por Simon Fuller, que televisionava seu retorno com as Spice Girls em durante a turnê de retorno.
Em julho de 2007, foi anunciado que Beckham logo começaria a filmar uma aparição como ela mesma em um episódio da segunda temporada da série de TV Ugly Betty da ABC. O episódio, "A Nice Day for a Posh Wedding", foi ao ar em 9 de novembro de 2007 nos Estados Unidos e em 23 de novembro no Reino Unido. Apesar de suas incursões na televisão, Beckham negou planos de embarcar em uma carreira cinematográfica de Hollywood. Em fevereiro de 2008, foi revelado que Beckham seria a juíza convidada do final da quarta temporada do Project Runway, que foi ao ar em 5 de março de 2008 nos EUA.
Foi noticiado em outubro de 2007 que Beckham havia recusado a oportunidade de aparecer em Sex and the City: The Movie. Ela declarou em uma entrevista: "Eu fui convidada para estar no filme Sex and the City, que eu adoraria ter feito, mas porque eu estou me dedicando aos ensaios das Spice Girls, infelizmente, eu não posso fazer." Em 2010, Beckham fez a voz de Anfitrite, esposa do Rei Tritão, em um episódio de SpongeBob SquarePants. Ela declarou-se empolgada de receber o convite, visto que seus filhos são fãs do desenho.

## Carreira na moda

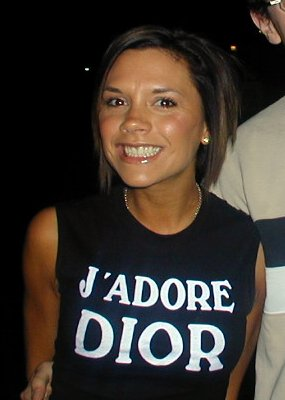
Beckham em Outubro de 2001

Beckham fez uma aparição na passarela para Maria Grachvogel em 17 de fevereiro de 2000, marcando sua estreia como modelo na Semana de Moda de Londres. Beckham também atuou como embaixadora britânica para Dolce & Gabbana e foi brevemente o rosto de Rocawear em 2003. Beckham lançou uma linha de moda de edição limitada para Rock & Republic chamada VB Rocks em 2004, consistindo principalmente de jeans para a parte alta do mercado, vendendo aproximadamente US$ 300 nos EUA.
Em 16 de janeiro de 2006, Beckham percorreu a pista para Roberto Cavalli na Semana da Moda de Milão, e foi por um período exclusivamente vestido por ele para eventos sociais e de tapete vermelho. Para a edição de março de 2006 da Harper's Bazaar, Beckham atuou como editora de moda quando ela estilizou sua amiga, Katie Holmes, para um desfile de moda. Ela admitiu ter um amor pessoal por óculos de sol, dizendo "Eu sou muito obcecada por óculos de sol. Eu coleciono Guccis e Carreras — eles conseguem fazer com que praticamente qualquer roupa pareça legal". Após a saída de Beckham da Rock & Republic, em setembro de 2006, ela promoveu seus empreendimentos de moda lançando sua própria marca de jeans, a dvb Style. Beckham, em seguida, lançou um novo site oficial, dvbstyle.com para promover o trabalho.
Em 14 de junho de 2007, Beckham lançou a coleção dvb Denim, em Nova York, na Saks Fifth Avenue, além de lançar sua coleção de óculos nos Estados Unidos pela primeira vez. No mesmo mês, Beckham fez sua primeira aparição no Graduate Fashion Week de Londres como juíza ao lado de Glenda Bailey (editora-chefe do Harper's Bazaar) e Alber Elbaz da Lanvin, para escolher o vencedor do River Island Gold Award, no valor de £ 20.000. Em agosto de 2007, o perfume Intimately Beckham foi lançado nas lojas dos EUA, um dos mais de 20 perfumes que ela e David Beckham introduziram ao longo dos anos. Em setembro de 2007, sua linha de cosméticos V-Sculpt foi lançada em Tóquio. Em uma aparição em uma coletiva de imprensa em 2007 no LA Galaxy, Beckham foi creditada por ter popularizado o vestido Roland Mouret e sua marca, e Beckham foi também o rosto de Marc Jacobs para sua coleção Primavera de 2008.
Beckham tem estampado inúmeras capas de revistas de moda durante sua carreira, incluindo I-D em 2004 e W em 2007. Sua primeira aparição na Vogue foi na edição britânica de abril de 2008. Seguiram-se a Vogue India, a Vogue Paris, bem como as edições alemã, russa, australiana, turca, taiwanesa, chinesa e espanhola. Beckham também estampou várias edições internacionais de Harper's Bazaar e Elle.
Em 17 de julho de 2018, a Victoria's collection de sua colaboração com a Reebok foi lançada.

### Lançamento de marcas de moda
A marca homônima de Beckham foi lançado em setembro de 2008 em uma apresentação discreta. Em 2011, tornou-se um elemento da Semana de Moda de Nova York e uma nova marca, de menor preço, foi lançada. No primeiro trimestre de 2011-12, foi previsto gerar vendas anuais de mais de £ 60 milhões. Conhecida inicialmente por seus vestidos, a marca expandiu-se em separações e bolsas de luxo vendendo até £ 18.000. Juntamente com a linha de moda principal e faixa de difusão, a marca Victoria Beckham ainda inclui linhas separadas de jeans, óculos e perfumes. Em novembro de 2011, Victoria Beckham ganhou como Marca de Design do Ano no British Fashion Awards.
Em setembro de 2012, Victoria Beckham foi a designer mais comentada no Twitter durante a New York Fashion Week, também adquirindo 57.000 novos seguidores durante os shows, de acordo com pesquisa do The Whispr Group.
Escrevendo no The Independent em fevereiro de 2014, Alexander Fury descreveu como Victoria Beckham fez a transição de novidade para designer respeitada, citando sua recente participação como editora da Vogue francesa e participação em um painel de discussão com a reitora da escola de design Parsons em Nova York. O artigo concluiu que as vendas da marca foram reduzidas ao apelo dos próprios designs, e não à associação de celebridades.
Em 2017, a nova coleção da Beckham para a Target inclui uma ampla variedade de tamanhos, de XS a 3X para mulheres. Beckham também está oferecendo uma nova linha para roupas infantis.
Em 2018, a coleção foi apresentada na Semana de Moda de Londres em vez da Semana de Moda de Nova York como de costume.

## Livros
Em 13 de setembro de 2001, Beckham lançou seu primeiro livro, Learning to Fly. O título foi tirado de uma parte de uma música do musical Fame , que Beckham tinha gostado quando criança. O verso que inspirou o título foi: "Vou viver para sempre, vou aprender a voar". A autobiografia mostra sua infância, o tempo durante as Spice Girls, seu casamento e vida familiar, bem como sua carreira na época. Ela descreve seu distúrbio alimentar associado à necessidade de ser magra. Learning to Fly se tornou o terceiro título de não-ficção mais vendido de 2001 e o total de vendas no Reino Unido é de mais de 500.000 cópias. Quando o livro foi lançado, ele foi para o Número 1 nas paradas de livros depois de quatro semanas de lançamento, relegando o livro de Robbie Williams ao segundo lugar. Uma participação especial em Parkinson, assistida por nove milhões de pessoas, ajudou a promover o livro. Hello!, Daily Mail e The Mail on Sunday uniram-se para comprar os direitos de visualização e serialização do livro antes de sua publicação. O valor pago foi estimado em cerca de 1 milhão de libras.
Beckham foi citada por um jornalista espanhol em 2005 dizendo: "Eu nunca li um livro na minha vida". Mais tarde ela explicou que se tratava de um erro de tradução do espanhol original em que a entrevista foi impressa, dizendo que ela realmente afirmou que nunca teve tempo de terminar de ler um livro porque estava sempre ocupada demais cuidando de seus filhos.
O segundo livro de Beckham, um guia de conselhos de moda chamado That Extra Half an Inch: Hair, Heels and Everything in Between, foi publicado em 27 de outubro de 2006. That Extra Half an Inch: Hair, Heels and Everything in Between inclui dicas de Beckham em moda, estilo e beleza, e também contém fotografias de Mario Testino, Annie Leibovitz e Steven Meisel. O livro tornou-se outro best-seller, e vendeu 400.000 exemplares apenas na Grã-Bretanha desde que foi publicado em capa dura. Desde então, os direitos foram vendidos para os Estados Unidos, Holanda, Japão, Portugal, Lituânia., Rússia e mais recentemente a China.

## Vida pessoal

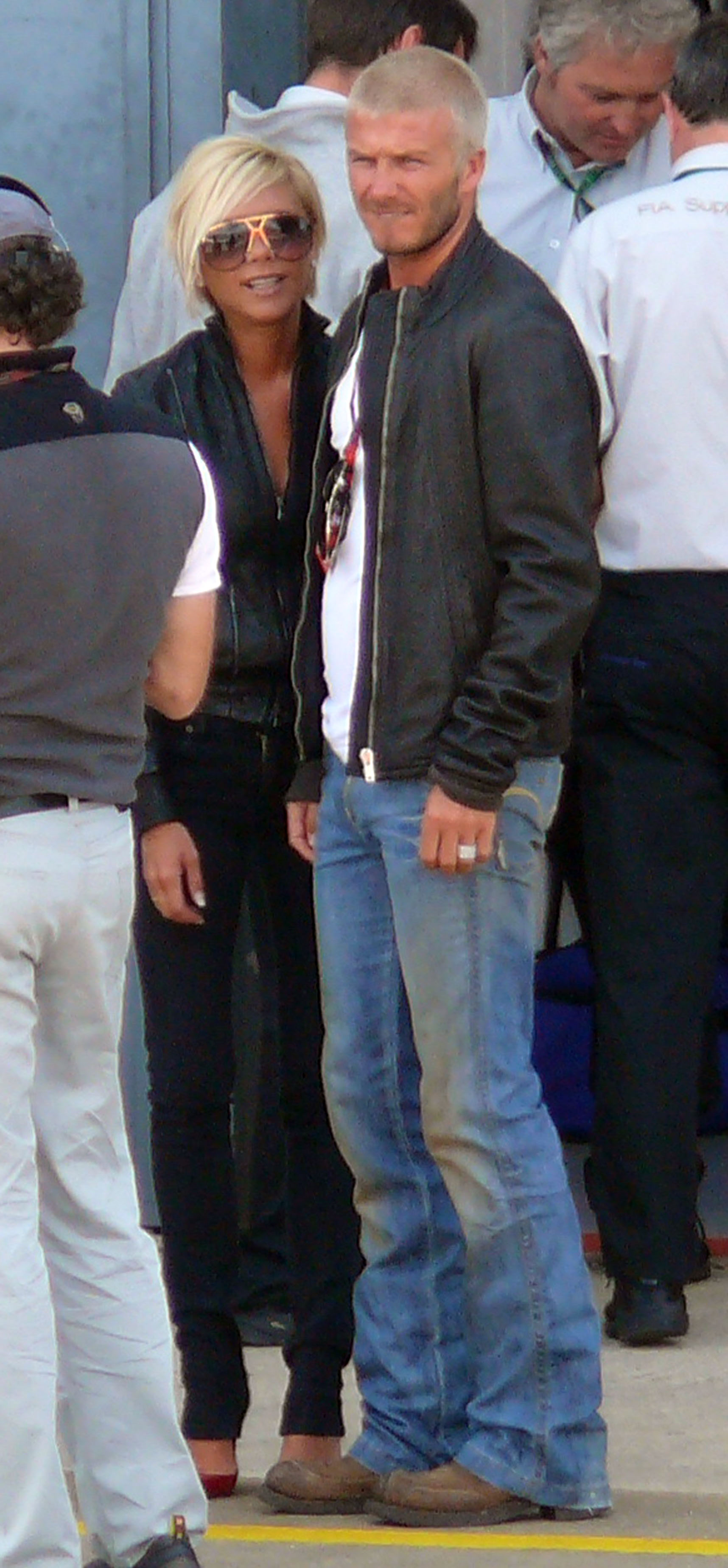
Beckham com seu marido David no Circuito de Silverstone durante o Grande Prêmio da Grã-Bretanha em julho de 2007.

Beckham começou um relacionamento com Corey Haim em 1995, que terminou em termos mútuos.
No início de 1997, ela começou a namorar o jogador de futebol David Beckham depois que eles se conheceram em uma partida beneficente de futebol; Antes disso, ele assistiu aos videoclipes e comentou com os colegas de equipe que estava atraído por ela, mas foi superado pela timidez quando foi apresentado pela primeira vez. Alguns meses antes, Victoria também havia expressado o desejo de conhecer David durante uma sessão de fotos de futebol das Spice Girls (por acaso, ela usou o kit de seu clube Manchester United para o filme, já que o empresário do grupo era torcedor). De sua reunião inicial, ela disse: "Eu realmente não sei quem ele era. Eu nunca fui fã de futebol." O casal anunciou seu noivado em 1998 e foi apelidado de "Posh e Becks "pela mídia.
Ela coleciona bolsas e possui mais de 100 bolsas Birkin, fabricadas pela Hermès, que são amplamente consideradas as mais valiosas e procuradas, incluindo uma rosa choque de 100 mil libras e que vale um total de mais de 1,5 milhão de libras.

### Casamento
Em 4 de julho de 1999 Victoria e David casaram numa celebração presidida pelo Bispo de Cork, Paul Colton, no Castelo de Luttrellstown, na Irlanda. O casamento atraiu muita cobertura da mídia. O companheiro de equipe de Beckham, Gary Neville, era o padrinho, e o filho de quatro meses do casal Brooklyn era o portador do anel. A maioria da mídia foi mantida longe da cerimônia como um acordo exclusivo com a revista OK! tinha sido feito, mas fotografias foram divulgadas mostrando os Beckhams sentados em tronos de ouro. Victoria usava uma coroa de diamantes criada para ela pelo designer de jóias Slim Barrett. Um total de 437 funcionários foram empregados para a recepção de casamento, que foi estimada em £ 500.000 (US $ 823.650).
O casal comprou o que se tornou sua casa mais famosa por 2,5 milhões de libras em 1999; a propriedade, que fica em 24 acres (9,7 ha) de terra, recebeu uma reforma de £ 3 milhões e foi posteriormente apelidada de Beckingham Palace pela mídia.

### Crianças
Victoria e David Beckham têm quatro filhos: os filhos Brooklyn Joseph Beckham (nascido em 4 de Março de 1999, Portland Hospital, Londres), Romeo James Beckham (nascido em 01 de setembro de 2002 em Portland Hospital, Londres), Cruz David Beckham (nascido 20 de fevereiro de 2005 no Hospital Internacional Ruber, Madri); e filha Harper Seven Beckham (nascida em 10 de julho de 2011 no Cedars-Sinai Medical Center, Los Angeles). Elton John e David Furnish são declaradamente os padrinhos de Brooklyn e Romeo, e sua madrinha é Elizabeth Hurley.

## Imagem pública

### Poder e influência
Em 2007, foi relatado que Beckham era a 52.ª mulher mais rica da Grã-Bretanha e a 19ª pessoa mais rica da Grã-Bretanha com o marido David, com uma fortuna conjunta estimada de £ 112 milhões (US$ 225 milhões). De acordo com o The Guardian, a Beckham Ventures, uma empresa ligada ao negócio de moda Victoria Beckham, foi a marca com melhor desempenho nos três negócios da família em 2012, chegando perto do faturamento correspondente em uma empresa irmã que promove a marca David Beckham.
Em 2010, o trabalho de caridade de Beckhams com a Save the Children lhe rendeu uma indicação para o prêmio Do Something With Style, produzido pela VH1. Ela é uma dos sócios da Elton John AIDS Foundation. Beckham promove peles artificiais ou sintéticas. Sua posição contra a indústria de peles gerou elogios de organizações de defesa dos direitos dos animais, incluindo a PETA. Beckham afirmou que "apoia suas campanhas antipolo caras" e prometeu "nunca trabalhar com peles em nenhuma de suas próprias coleções de moda". Em fevereiro de 2013, ela foi avaliada como uma das 100 mulheres mais poderosas do Reino Unido na categoria de moda pela Woman's Hour na  BBC Radio 4.
Em 2014, Beckham se juntou à campanha de Ban Bossy como porta-voz defendendo papéis de liderança para meninas.
Beckham foi nomeada Diretor da Ordem do Império Britânico (OBE) no Ano Novo de 2017, por serviços prestados à indústria da moda. Ela declarou que "se deleitava e se animou pelo reconhecimento", que seu marido também recebeu em 2003. No entanto, como os homenageados de honrarias devem jurar segredo, e Beckham anunciou sua honra antes das honras da publicação oficial de Ano Novo de 2017, ela foi criticada pela "falta de ética" pelo deputado conservador Peter Bone.

### Supostos sequestros e ameaças de morte
Em janeiro de 2000, uma denúncia aos detetives da Scotland Yard expôs um plano para seqüestrar Victoria e Brooklyn Beckham e mantê-los em uma casa em Hampstead, Londres. A família foi então transferida para um local secreto, mas nenhuma prisão foi feita. Mais tarde, em março de 2000, ela recebeu uma ameaça de morte antes de se apresentar no Brit Awards com as Spice Girls, e no ensaio, uma luz laser vermelha apareceu em seu peito e ela saiu correndo do palco. Depois que uma porta de incêndio foi encontrada aberta, foi pensado que havia um assassino lá, e Beckham revelou mais tarde que ela havia ficado apavorada com a experiência. Em novembro de 2002, cinco pessoas foram presas depois que outro complô para o sequestro dela foi noticiado por um tabloide. Todas as acusações foram retiradas depois que uma testemunha foi considerada não confiável.

## Filmografia
| Ano  | Título                              | Papel           | Notas                                     |
| ---- | ----------------------------------- | --------------- | ----------------------------------------- |
| 2000 | Victoria's Secrets                  | Ela mesma       | Reality Show                              |
| 2002 | Being Victoria Beckham              | Ela mesma       | Reality Show                              |
| 2003 | The Real Beckhams                   | Ela mesma       | Reality Show                              |
| 2004 | Victoria: A Mile In Their Shoes     | Ela mesma       | Reality Show                              |
| 2007 | Victoria Beckham: Coming to America | Ela mesma       | Reality Show                              |
| 2007 | Ugly Betty                          | Ela mesma       | Episódio: "A Nice Day for a Posh Wedding" |
| 2008 | Project Runway                      | Juíza convidada | Episódio: "Finale"                        |
| 2009 | Germany's Next Topmodel             | Juíza convidada | Episódio: "Bed of Roses"                  |
| 2010 | American Idol                       | Juíza convidada | Episódio; "Denver Audition", Temporada 9  |
| 2010 | SpongeBob SquarePants               | Anfitrite       | Voz; Episódio: "The Clash of Triton"      |

| Ano  | Título                                      | Papel                  | Notas |
| ---- | ------------------------------------------- | ---------------------- | --- |
| 1997 | Spice World                                 | Ela mesma / Posh Spice | Framboesa de Ouro Indicada – Prêmio Razzie por Pior Nova Estrela Indicada – Nickelodeon Kids' Choice Awards por Atriz de Filme Favorito Indicada – Blockbuster Entertainment Awards por Atriz Favorita - Comédia |
| 2000 | Manchester United: Beyond the Promised Land | Ela mesma              | Documentário |
| 2001 | Zoolander                                   | Ela mesma              | |
| 2007 | Giving You Everything                       | Ela mesma              | Documentário |
| 2012 | The Spice Girls Story: Viva Forever!        | Ela mesma              | Documentário |

## Discografia

### Álbuns de estúdio
| Ano  | Detalhes do álbum                                                                                        | Posição nas paradas | Posição nas paradas | Posição nas paradas | Posição nas paradas | Posição nas paradas | Posição nas paradas | Posição nas paradas | Posição nas paradas | Posição nas paradas | Posição nas paradas | Vendas    |
| Ano  | Detalhes do álbum                                                                                        | UK                  | IRL                 | BRA                 | AUS                 | BEL                 | DIN                 | HOL                 | JAP                 | SUE                 | SUI                 | Vendas    |
| ---- | --- | ------------------- | ------------------- | ------------------- | ------------------- | ------------------- | ------------------- | ------------------- | ------------------- | ------------------- | ------------------- | --------- |
| 2001 | Victoria Beckham - Lançamento: 1 de outubro de 2001 - Formatos: CD, download digital - Gravadora: Virgin | 1                   | 5                   | 5                   | 1                   | 6                   | 2                   | 4                   | 5                   | 2                   | 4                   | 3.000.000 |

### Singles

#### Como artista principal
| Ano  | Título                             | Posição nas paradas | Posição nas paradas | Posição nas paradas | Posição nas paradas | Posição nas paradas | Posição nas paradas | Posição nas paradas | Posição nas paradas | Posição nas paradas | Posição nas paradas | Certificações                       | Álbum            |
| Ano  | Título                             | UK                  | IRL                 | AUT                 | BRA                 | CHI                 | ESP                 | FIL                 | ISR                 | JAP                 | NOR                 | Certificações                       | Álbum            |
| ---- | ---------------------------------- | ------------------- | ------------------- | ------------------- | ------------------- | ------------------- | ------------------- | ------------------- | ------------------- | ------------------- | ------------------- | ----------------------------------- | ---------------- |
| 2001 | "Not Such an Innocent Girl"        | 6                   | 23                  | 20                  | 1                   | 1                   | 4                   | 5                   | 1                   | 2                   | 10                  | - BRA: 1× Platina - FIL: 1× Platina | Victoria Beckham |
| 2002 | "A Mind of Its Own"                | 6                   | 23                  | 62                  | 8                   | 20                  | —                   | —                   | 40                  | 37                  | —                   | —                                   | Victoria Beckham |
| 2003 | "This Groove" / "Let Your Head Go" | 3                   | 17                  | —                   | 10                  | 2                   | 17                  | —                   | 3                   | 5                   | —                   | - JAP: Ouro                         | Single sem álbum |

#### Como artista convidada
| Ano  | Título                                                                         | Posição nas paradas | Posição nas paradas | Posição nas paradas | Posição nas paradas | Posição nas paradas | Posição nas paradas | Posição nas paradas | Posição nas paradas | Posição nas paradas | Posição nas paradas | Certificações                  | Álbum         |
| Ano  | Título                                                                         | UK                  | IRL                 | BRA                 | CHI                 | ESP                 | FIL                 | ISR                 | ITA                 | JAP                 | NOR                 | Certificações                  | Álbum         |
| ---- | ------------------------------------------------------------------------------ | ------------------- | ------------------- | ------------------- | ------------------- | ------------------- | ------------------- | ------------------- | ------------------- | ------------------- | ------------------- | ------------------------------ | ------------- |
| 2000 | "Out of Your Mind" (True Steppers e Dane Bowers com part. de Victoria Beckham) | 2                   | 4                   | 3                   | 2                   | 4                   | 5                   | 1                   | 3                   | 2                   | 10                  | - UK: 1× Platina - BR: 1× Ouro | True Stepping |

### Livros
- Learning To Fly - 13 de setembro de 2001
- That Extra Half an Inch - 27 de outubro de 2006